# Branca Ribeiro
Branca Ribeiro, nome artístico de Adélia Abujamra (25 de maio de 1937 — São Paulo, 5 de julho de 2007), foi uma atriz, garota-propaganda e apresentadora brasileira.

## Biografia
Prima do ator Antônio Abujamra, Branca destacou-se nas décadas de 1950 e de 1960 como garota-propaganda de vários produtos em várias das emissoras da época: dentre elas, TV Tupi, TV Paulista, TV Excelsior, TV Bandeirantes e TV Record. Em dezembro de 1964, recebeu o Troféu Imprensa de 1965 na categoria "Garota Propaganda".[carece de fontes?] Durante a década de 1980 apresentou, juntamente com o cantor Agnaldo Rayol, o programa Festa Baile na TV Cultura.

## Morte
Em seus anos finais, acometida pela doença de Alzheimer, tornou-se reclusa, pois não queria ser vista doente. Em 5 de julho de 2007, o corpo de Branca foi encontrado sem vida após o porteiro de seu prédio notar que ela não saía há vários dias para tirar o lixo, tendo sido informado à época que o falecimento se deu por problemas cardíacos.